# تاگوش ساهاکیان
تاگوش (تاگوهی) گالوستی ساهاکیان (ارمنی: Թագուշ (Թագուհի) Գալուստի Սահակյան؛ انگلیسی: Tagoush Sahakyan؛ ۸ مارس ۱۹۰۷ – ۶ فوریهٔ ۱۹۷۷) یک بازیگر تئاتر اهل ارمنستان بود. وی بین سال‌های ۱۹۲۶ تا ۱۹۷۷ میلادی فعالیت می‌کرد.

## زندگی‌نامه
وی در ۲۱ مارس [سبک قدیمی: ۸ مارس] ۱۹۰۷ در باکو به دنیا آمد . وی در تئاتر دولتی ارمنی باکو (۱۹۲۶-۱۹۴۹) تئاتر دراماتیک دولتی استپاناکرت (از ۱۹۴۹) فعالیت می‌کرد وی همچنین برندهٔ جوایزی همچون نشان برجسته افتخار و هنرمند خلق آذربایجان (۱۹۶۰) شده است. وی در ۶ فوریهٔ ۱۹۷۷ در سن ۶۹ سالگی در باکو درگذشت.

## گزیده تئاترشناسی
از تئاترهایی که وی در آن نقش داشته است می‌توان به آثار زیر اشاره کرد.
| نقش            | نقش به ارمنی     | نویسنده          | عنوان          | عنوان به ارمنی          |
| -------------- | ---------------- | ---------------- | -------------- | ----------------------- |
| تاتو           | Նատո             | گابریل سوندوکیان |                | «Քանդած օջախ»           |
| یرانیاک        | Երանյակ          | هاکوپ بارونیان   |                | «Ատամնաբույժն արևելյան» |
| دیوید کاپرفیلد | Դավիթ Կոպպերֆիլդ | چارلز دیکنز      | دیوید کاپرفیلد | «Դավիթ Կոպպերֆիլդ»      |
| واچیک          | Վաչիկ            | آرمن گولاکیان    |                | «Արշալույսին»           |

## یادداشت
1. ↑  Armenian State Theater of Baku